# Йоганн Готфрід Вальтер
Йоганн Готфрід Вальтер (нім. Johann Gottfried Walther; 18 вересня 1684, Ерфурт — 23 березня 1748, Веймар) — німецький музичний теоретик, лексикограф, органіст і композитор.

## Біографія
Вчився у Й. А. Кречмара і Й. Б. Баха в Ерфурті, де з 1702 року працював органістом у Томаскірхе. З 1707 року — міський органіст у Веймарі і учитель музики дітей курфюрста. З 1721 року — придворний музикант. Був близьким з Й. С. Бахом (був його родичем). Дотримуючись у своїх творах його естетичних принципів, став визнаним майстром контрапункту. Вальтер — один з найвидатніших композиторів-сучасників Й. С. Баха. Найбільш відомі його хоральні варіації для органа. Органні твори Вальтера видані в серії «Denkmäler deutscher Tonkunst», т. 26–27 (з біографічним нарисом). Автор першого німецького енциклопедичного музичного словника, що містив біографічні й термінологічні статті. Словник Вальтера ліг в основу чималої кількості наступних видань музичних словників.
Твори: для клавіру (без супроводу) — концерт (1741), прелюдія і фуга (1741); для органа — 4 хорали з варіаціями, прелюдії, фуги, токати й ін.; обробки для органа німецьких хоралів та італійських концертів (5 збірок).
Літературні твори: Praecepta der musikalischen Composition. 1708, Lpz., 1955; Musikalisches Lexikon oder Musikalische Bibliothek, Lpz., 1732; те ж, Faks.-Nachdruck, hrsg. von R. Schaal, Kassel-Basel, 1953.